# Trophée Lalique de 2000
Trophée Lalique de 2000 foi a décima quarta edição do Trophée Lalique, um evento anual de patinação artística no gelo organizado pela Federação Francesa de Esportes no Gelo (em francês:  Federation Française des Sports de Glace), e que fez parte do Grand Prix de 2000–01. A competição foi disputada entre os dias 23 de novembro e 26 de novembro, na cidade de Paris, França.

## Eventos
- Individual masculino
- Individual feminino
- Duplas
- Dança no gelo

## Medalhistas
| Evento                        | Ouro                                          | Prata                                    | Bronze                                      |
| Individual masculino detalhes | Alexei Yagudin · Rússia                       | Stanick Jeannette · França               | Roman Serov · Rússia                        |
| Individual feminino detalhes  | Maria Butyrskaya · Rússia                     | Viktoria Volchkova · Rússia              | Jennifer Kirk · Estados Unidos              |
| Duplas detalhes               | Elena Bereznaia · Anton Sikharulidze · Rússia | Jamie Salé · David Pelletier · Canadá    | Kyoko Ina · John Zimmerman · Estados Unidos |
| Dança no gelo detalhes        | Marina Anissina · Gwendal Peizerat · França   | Irina Lobacheva · Ilia Averbukh · Rússia | Kati Winkler · René Lohse · Alemanha        |

## Resultados

### Individual masculino
| Pos.              | Nome                | Nacionalidade   | Pontos | PC | PL |
| ----------------- | ------------------- | --------------- | ------ | -- | -- |
| Medalha de ouro   | Alexei Yagudin      | Rússia          | 1.5    | 1  | 1  |
| Medalha de prata  | Stanick Jeannette   | França          | 4.0    | 4  | 2  |
| Medalha de bronze | Roman Serov         | Rússia          | 4.0    | 2  | 3  |
| 4                 | Vincent Restencourt | França          | 7.5    | 3  | 6  |
| 5                 | Vitaly Danilchenko  | Ucrânia         | 8.0    | 6  | 5  |
| 6                 | Ryan Jahnke         | Estados Unidos  | 8.5    | 9  | 4  |
| 7                 | Gabriel Monnier     | França          | 9.5    | 5  | 7  |
| 8                 | Konstantin Kostin   | Letônia         | 13.0   | 8  | 9  |
| 9                 | Patrick Meier       | Suíça           | 14.0   | 12 | 8  |
| 10                | Szabolcs Vidrai     | Hungria         | 15.0   | 10 | 10 |
| 11                | Makoto Okazaki      | Japão           | 15.5   | 7  | 12 |
| 12                | Han Jong In         | Coreia do Norte | 16.5   | 11 | 11 |

### Individual feminino
| Pos.              | Nome                | Nacionalidade  | Pontos | PC | PL |
| ----------------- | ------------------- | -------------- | ------ | -- | -- |
| Medalha de ouro   | Maria Butyrskaya    | Rússia         | 1.5    | 1  | 1  |
| Medalha de prata  | Viktoria Volchkova  | Rússia         | 3.0    | 2  | 2  |
| Medalha de bronze | Jennifer Kirk       | Estados Unidos | 5.0    | 4  | 3  |
| 4                 | Vanessa Gusmeroli   | França         | 5.5    | 3  | 4  |
| 5                 | Jennifer Robinson   | Canadá         | 8.0    | 6  | 5  |
| 6                 | Julia Soldatova     | Bielorrússia   | 10.5   | 7  | 7  |
| 7                 | Elina Kettunen      | Finlândia      | 10.5   | 5  | 8  |
| 8                 | Laetitia Hubert     | França         | 11.5   | 11 | 6  |
| 9                 | Shizuka Arakawa     | Japão          | 13.5   | 9  | 9  |
| 10                | Silvia Fontana      | Itália         | 14.5   | 7  | 11 |
| 11                | Diána Póth          | Hungria        | 15.0   | 10 | 10 |
| 12                | Dirke O'Brien Baker | Nova Zelândia  | 18.0   | 12 | 12 |

### Duplas
| Pos.              | Nome                                  | Nacionalidade  | Pontos | PC | PL |
| ----------------- | ------------------------------------- | -------------- | ------ | -- | -- |
| Medalha de ouro   | Elena Berezhnaya / Anton Sikharulidze | Rússia         | 2.0    | 2  | 1  |
| Medalha de prata  | Jamie Salé / David Pelletier          | Canadá         | 2.5    | 1  | 2  |
| Medalha de bronze | Kyoko Ina / John Zimmerman            | Estados Unidos | 4.5    | 3  | 3  |
| 4                 | Sarah Abitbol / Stéphane Bernadis     | França         | 6.0    | 4  | 4  |
| 5                 | Dorota Zagorska / Mariusz Siudek      | Polônia        | 7.5    | 5  | 5  |
| 6                 | Pang Qing / Tong Jian                 | China          | 10.0   | 8  | 6  |
| 7                 | Valérie Marcoux / Bruno Marcotte      | Canadá         | 10.0   | 6  | 7  |
| 8                 | Sabrina Lefrançois / Jérôme Blanchard | França         | 11.5   | 7  | 8  |
| 9                 | Viktoria Shklover / Valdis Mintals    | Estônia        | 13.5   | 9  | 9  |

### Dança no gelo
| Pos.              | Nome                                    | Nacionalidade  | Pontos | DC | DO | DL |
| ----------------- | --------------------------------------- | -------------- | ------ | -- | -- | -- |
| Medalha de ouro   | Marina Anissina / Gwendal Peizerat      | França         | 2.6    | 1  | 2  | 1  |
| Medalha de prata  | Irina Lobacheva / Ilia Averbukh         | Rússia         | 3.4    | 2  | 1  | 2  |
| Medalha de bronze | Kati Winkler / René Lohse               | Alemanha       | 6.0    | 3  | 3  | 3  |
| 4                 | Naomi Lang / Peter Tchernyshev          | Estados Unidos | 8.0    | 4  | 4  | 4  |
| 5                 | Isabelle Delobel / Olivier Schoenfelder | França         | 10.0   | 5  | 5  | 5  |
| 6                 | Eliane Hugentobler / Daniel Hugentobler | Suíça          | 12.0   | 6  | 6  | 6  |
| 7                 | Megan Wing / Aaron Lowe                 | Canadá         | 14.0   | 7  | 7  | 7  |
| 8                 | Marika Humphreys / Vitaly Baranov       | Reino Unido    | 16.0   | 8  | 8  | 8  |
| 9                 | Nelly Gourvest / Cedric Pernet          | França         | 18.0   | 9  | 9  | 9  |
| 10                | Gloria Agogliati / Luciano Milo         | Itália         | 20.4   | 11 | 10 | 10 |
| 11                | Zhang Weina / Cao Xianming              | China          | 21.6   | 10 | 11 | 11 |
| 12                | Rie Arikawa / Kenji Miyamoto            | Japão          | 24.0   | 12 | 12 | 12 |

## Quadro de medalhas
| Ordem | País           | Medalha de ouro | Medalha de prata | Medalha de bronze |    | Ordem por total |
| ----- | -------------- | --------------- | ---------------- | ----------------- | -- | --------------- |
| 1     | Rússia         | 3               | 2                | 1                 | 6  | 1               |
| 2     | França         | 1               | 1                |                   | 2  | 2               |
| 3     | Canadá         |                 | 1                |                   | 1  | 4               |
| 4     | Estados Unidos |                 |                  | 2                 | 2  | 2               |
| 5     | Alemanha       |                 |                  | 1                 | 1  | 4               |
| TOTAL | TOTAL          | 4               | 4                | 4                 | 12 | —               |